# Geopark Odsherred

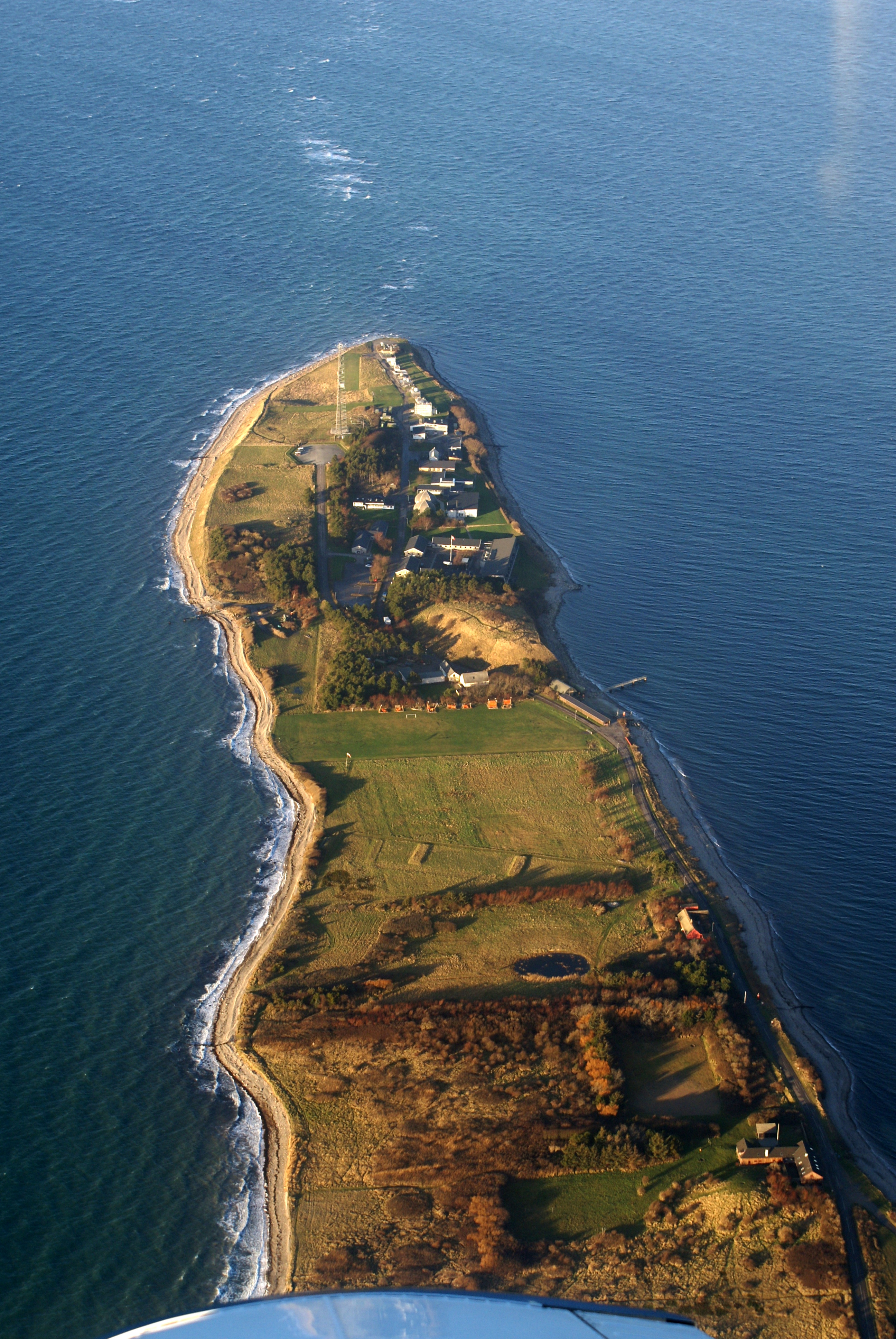
Gniben på Sjællands Odde

Geopark Odsherred är en geopark på Sjælland i Danmark.
Geoparken omfattar Odsherreds kommun, en yta på 355 kvadratkilometer. Den blev  2014 upptagen i nätverken European Geopark Network och Global Geopark Network. År 2015 etablerades stiftelsen "Fonden Geopark Odsherred", som finansierar och ansvarar för utveckling och drift i samarbete med Odsherreds kommun. Geoparken blev i slutet av samma år accepterad som Danmarks första "UNESCO Global Geopark".
Området består huvudsakligen av geologiska istidsformer som skapades för 17.000 år sedan under Weichsel, den senaste av de fyra stora nedisningarna (istiderna) i norra Europa under Pleistocen. Det dominerande inslaget i landskapet utgörs av tre tydliga ändmoräner, vilka kallas "odsherredsbågarna", och som utgör kärnan i geoparksområdet. Tillsammans med istidslågområden och smältvattenslätter bildas ett klassiskt geomorfologiskt exempel på istidslandformer av ett slag som tydligt återfinns endast på några få ställen i Europa.
Bland de projekt som stiftelsen genomfört märks inordningsställande av huvudvandringsleden "Højderygstien" och av besöksplatsen Solvognens Fundsted i Trundholm Mose, som invigdes 2020.